# 小田切秀雄
小田切秀雄（1916年—2000年），是一位日本文学评论家，亦是日本中央競馬會資深馬主小田切有一的父親、小田切光的祖父。

## 生平
1916年出生于东京。法政大学国文科毕业，后任法政大学教授。战后参加了《近代文学》的创刊工作，参加新日本文学会，1947年开始担任《新日本文学》主编。在理论上，他基于战前二三十年代日本无产阶级文学运动的经验和教训，战后提倡结成民主文学的统一战线，并主张作家要凭实感进行创作，发挥创作主体的能动作用。主要评论集有《民主主义文学论》(1948)、《小林多喜二》(1950)、《现代的自我》(1958)、《文学史》(1961)、《近代日本作家论》(1962)、《近代日本文学思想与现状》(1965)等。他曾是近代文学派成员，1947年退出。